# 77. Reserve-Division (Deutsches Kaiserreich)
Die 77. Reserve-Division war ein Großverband der Preußischen Armee im Ersten Weltkrieg.

## Gliederung

### Kriegsgliederung vom 29. Dezember 1914
- 77. Reserve-Infanterie-Brigade
  - Reserve-Infanterie-Regiment Nr. 255
  - Reserve-Infanterie-Regiment Nr. 256
  - Reserve-Infanterie-Regiment Nr. 257
  - Reserve-Radfahrer-Kompanie Nr. 77
  - Reserve-Kavallerie-Abteilung Nr. 77
- 77. Reserve-Feldartillerie-Brigade
  - Reserve-Feldartillerie-Regiment Nr. 59
  - Reserve-Feldartillerie-Regiment Nr. 60
  - Reserve-Pionier-Kompanie Nr. 78
  - Reserve-Pionier-Kompanie Nr. 79

### Kriegsgliederung vom 2. April 1918
- 77. Reserve-Infanterie-Brigade
  - Reserve-Infanterie-Regiment Nr. 257
  - Infanterie-Regiment Nr. 332
  - Infanterie-Regiment Nr. 419
  - Reserve-Radfahrer-Abteilung Nr. 77
- 1. Eskadron/Husaren-Regiment „Kaiser Franz Josef von Österreich, König von Ungarn“ (Schleswig-Holsteinisches) Nr. 16
- Artillerie-Kommandeur Nr. 77
  - Reserve-Feldartillerie-Regiment Nr. 59
  - III. Bataillon/1. Westpreußisches Fußartillerie-Regiment Nr. 11
- Pionier-Bataillon Nr. 403
- Divisions-Nachrichten-Kommandeur Nr. 477

## Geschichte

### Gefechtskalender

#### 1914
- ab 29. Dezember – Aufmarsch der 10. Armee

#### 1915
- bis 1. Februar – Aufmarsch der 10. Armee
- 4. bis 22. Februar – Winterschlacht in Masuren
- 23. Februar bis 6. März – Gefechte am Bobr
- 9. bis 12. März – Gefechte bei Sejny
- 25. bis 30. März – Gefechte bei Krasnopol und Krasne
- 31. März bis 20. Juli – Stellungskämpfe bei Suwałki, zwischen Augustów, Mariampol und Pilwiszki
- 21. Juli bis 7. August – Kämpfe an der Jesia und bei Wejwery
- 8. bis 18. August – Belagerung von Kowno
- 19. August bis 8. September – Njemen-Schlacht
  - 20. August bis 8. September – Stellungskämpfe an der Swjenta und Jara
- 9. September bis 2. Oktober – Schlacht bei Wilna
- 3. bis 9. Oktober – Stellungskämpfe zwischen Krewo-Smorgon-Narotsch-Tweretsch
- 10. bis 31. Oktober – Kämpfe zwischen Dryswjaty- und Meddum-See
- 10. Oktober bis 1. November – Schlacht vor Dünaburg; Kämpfe um den Brückenkopf Dünaburg
- 1. bis 8. November – Gateni, Janulischki und am Ilsen-See (Teile der Division)
- ab 1. November – Stellungskämpfe vor Dünaburg

#### 1916
- bis 31. Dezember – Stellungskämpfe vor Dünaburg
  - 19. bis 28. März – Märzkämpfe vor Dünaburg (Teile der Division)

#### 1917
- 1. Januar bis 1. September – Stellungskämpfe vor Dünaburg
  - 18. bis 25. Juli – Abwehrschlacht bei Dünaburg
- 1. bis 5. September – Schlacht um Riga
- 6. September bis 5. Dezember – Stellungskämpfe nördlich der Düna
- 6. bis 17. Dezember – Waffenruhe
- ab 17. Dezember – Waffenstillstand

#### 1918
- bis 18. Februar – Waffenstillstand
- 18. Februar bis 4. März – Kämpfe zur Befreiung von Livland und Estland
- 5. bis 20. März – Besetzung von Livland und Estland
- 21. März bis 1. April – Transport nach dem Westen
- 3. bis 6. April – Große Schlacht in Frankreich
- 7. bis 11. April – Kämpfe an der Avre und bei Montdidier und Noyon
- 11. April bis 5. Juli – Kämpfe an der Ancre, Somme und Avre
- 6. Juli bis 1. August – Reserve der Heeresgruppe Gallwitz
- 2. August bis 11. September – Stellungskämpfe vor Verdun
- 12. bis 14. September – Ausweichkämpfe im Mihiel-Bogen
- 15. bis 25. September – Stellungskämpfe in der Woëvre-Ebene
- 30. September – Auslösung der Division

## Kommandeure
| Dienstgrad      | Name                  | Datum                                    |
| --------------- | --------------------- | ---------------------------------------- |
| Generalmajor    | Karl Brosius          | 24. Dezember 1914 bis 22. September 1915 |
| Generalleutnant | Sigismund von Förster | 23. September 1915 bis 17. Mai 1917      |
| Generalmajor    | Franz Adam            | 18. Mai 1917 bis 30. September 1918      |